# South Florida rocklands
Localisation
Les South Florida rocklands sont une écorégion des États-Unis au sud de la Floride.